# Cimetière britannique de Messines Ridge
Le cimetière britannique de Messines Ridge ou Messines Ridge British Cemetery est un cimetière militaire britannique de soldats de la Première Guerre mondiale, situé dans la ville belge de Messines. Le cimetière est situé à 600 m à l'ouest de l'église Saint-Nicolas. Elle a été conçue par Charles Holden et est entretenue par la Commonwealth War Graves Commission.
Le site a un plan rectangulaire d'une superficie de 6 183 m2 et est entouré d'un mur en pierre naturelle. Le mémorial néozélandais Messines Ridge se trouve à l'entrée du cimetière. Il s'agit d'un des sept mémoriaux en Belgique et en France dédiés aux soldats néo-zélandais tombés sur le front occidental et sans sépulture connue. La Croix du Sacrifice se dresse au sommet de ce monument et la Pierre du Souvenir occupe le centre du cimetière. Comme le cimetière est plus haut que le niveau de la rue, l'accès libre se compose de douze marches. Le cimetière compte 1 531 soldats tombés dont 957 soldats inconnus.

## Histoire
Pendant la Première Guerre mondiale, la crête de Messines (Messines Ridge) est un site stratégique, non seulement en raison de sa hauteur, mais aussi en raison du système de fortifications souterraines sous l'ancien monastère. La ville a donc été le théâtre de violents combats pendant la guerre. Du 31 octobre au 1er novembre 1914, Messines est prise par les Allemands. Il faudra attendre le 7 juin 1917 et la bataille de Messines pour que la ville soit reprise par la division néo-zélandaise. En avril 1918, Messines est brièvement reprise lors de l'offensive de printemps allemande, mais fin septembre 1918, elle est finalement reprise par les Britanniques.
Le cimetière a été établi après la fin de la guerre sur le terrain de l'ancien monastère en réunissant les tombes de plus petits cimetières de Messines, Warneton, Wytschaete et Bousbecque. La Croix du Sacrifice se dresse aujourd'hui sur le terp où se dressait le Moulin de l'Hospice. 1 003 Britanniques, 1 Canadien, 342 Australiens, 128 Néo-Zélandais et 57 Sud-Africains sont désormais commémorés. 28 Special Memorials ont été érigés pour les soldats dont la tombe ne peut plus être localisée. Il existe 13 autres Special Memorials et un Duhallow Block à la mémoire des soldats dont les tombes ont été perdues dans d'autres cimetières en raison de la violence de la guerre.
En 2009, le cimetière est classé monument historique et protégé.

## Tombes

### Soldats décorés
- Leslie Boully, sous-lieutenant dans l'Infanterie australienne a reçu la médaille de conduite distinguée (DCM).
- Percy Hunter Coxon, capitaine du Border Regiment, GGR Bott, lieutenant du South Lancashire Regiment, Charles Douglas Scott, lieutenant de l'Australian Infantry et D. McN. Joyce, caporal du Gloucestershire Regiment, a reçu la Croix militaire (MC).
- Les hommes enrôlés suivants ont reçu la Médaille militaire (MM) : le sergent Michael Patrick O'Brien, les caporaux A. E. Durrant, Ralph Oswald Kirby, William Shanks et Edward McKindry Walker, l'artilleur Charles E. Farrar et les soldats W. Cooper et W. Hewitt. Le sous-lieutenant William Whitley Gocher a reçu ce prix à deux reprises.

### Personnel militaire mineur
- Albert E. Furness, caporal dans les Lancashire Fusiliers avait 16 ans lorsqu'il a été tué au combat le 7 juin 1917.
- B. McAlister, carabinier du Royal Irish Rifles avait 17 ans lorsqu'il fut tué au combat le 22 juin 1917.

### Pseudonymes
- L'artilleur John Pearce Ede a servi dans la New Zealand Rifle Brigade sous le pseudonyme de John P. White.
- Le soldat Albert Edward Duminski a servi sous le pseudonyme Albert E. Allen dans l'Infanterie australienne, AIF.